# 革鱥
革鱥（学名：Moapa coriacea）为輻鰭魚綱鯉形目雅羅魚科的其中一種，被IUCN列為極危保育類動物，分布於北美洲美國內華達州Moapa河流域 ，為特有種，本魚體細長且側扁，頭部圓錐形，體具皮革般的皮膚，有許多小嵌入鱗片，尾鰭基部有大黑點，體色為上半部的橄欖色、背部的寬暗色條紋、背鰭起點處有奶油色斑點、上側有綠棕色斑點、旁邊的深金棕色條紋上方的綠松石色條紋，腹部銀白色，體長可達9公分，棲息水溫19至34 °C的溪流生存，藻類豐富、有礫石、沙子和泥土遮蔭的水域，食雜食性。它們的繁殖週期在春季達到高峰，秋季最低。本魚種1967年首次被美國聯邦政府列為瀕危物種，然後於1986年和1988年重新歸類為易危物種。1994年，莫阿帕國家野生動物保護區的一場火災引發了種群數量下降，到1996年，該物種已被列為極度瀕危物種。該物種面臨的其他威脅包括由於度假村開發而導致的棲息地喪失、非本地魚類的引入以及泉水源頭的覆蓋或枯竭。